# Кручица
Кручица је насељено место у саставу општине Дубровачко приморје, Дубровачко-неретванска жупанија, Република Хрватска.

## Историја
До територијалне реорганизације у Хрватској налазила се у саставу старе општине Дубровник. Као самостално насељено место, Кручица постоји од пописа 2001. године. Настало је издвајањем дела насеља Банићи.

## Становништво
На попису становништва 2011. године, Кручица је имала 34 становника. За национални састав 1991. године, погледати под Банићи.
| Број становника по пописима | Број становника по пописима | Број становника по пописима | Број становника по пописима | Број становника по пописима | Број становника по пописима | Број становника по пописима | Број становника по пописима | Број становника по пописима | Број становника по пописима | Број становника по пописима | Број становника по пописима | Број становника по пописима | Број становника по пописима | Број становника по пописима | Број становника по пописима |
| --------------------------- | --------------------------- | --------------------------- | --------------------------- | --------------------------- | --------------------------- | --------------------------- | --------------------------- | --------------------------- | --------------------------- | --------------------------- | --------------------------- | --------------------------- | --------------------------- | --------------------------- | --------------------------- |
| 1857                        | 1869                        | 1880                        | 1890                        | 1900                        | 1910                        | 1921                        | 1931                        | 1948                        | 1953                        | 1961                        | 1971                        | 1981                        | 1991                        | 2001                        | 2011                        |
| 0                           | 0                           | 77                          | 65                          | 72                          | 75                          | 75                          | 62                          | 63                          | 59                          | 46                          | 37                          | 107                         | 25                          | 34                          | 34                          |

Напомена: У 1857. и 1869. подаци су садржани у насељу Банићи. У 2001. настало издвајањем из насеља Банићи.